# المهدی قرناس
المهدی قرناس (انگلیسی: El Mehdi Karnass؛ زادهٔ ۱۲ مارس ۱۹۹۰) بازیکن فوتبال اهل مراکش است.
از باشگاه‌هایی که در آن بازی کرده‌است می‌توان به باشگاه فوتبال الفتح، باشگاه فوتبال ارتش سلطنتی مراکش، و باشگاه فوتبال السوند اف. کی اشاره کرد.
وی همچنین در تیم‌های ملی فوتبال زیر ۲۳ سال مراکش و مراکش بازی کرده‌است.